# Oswald Pohl

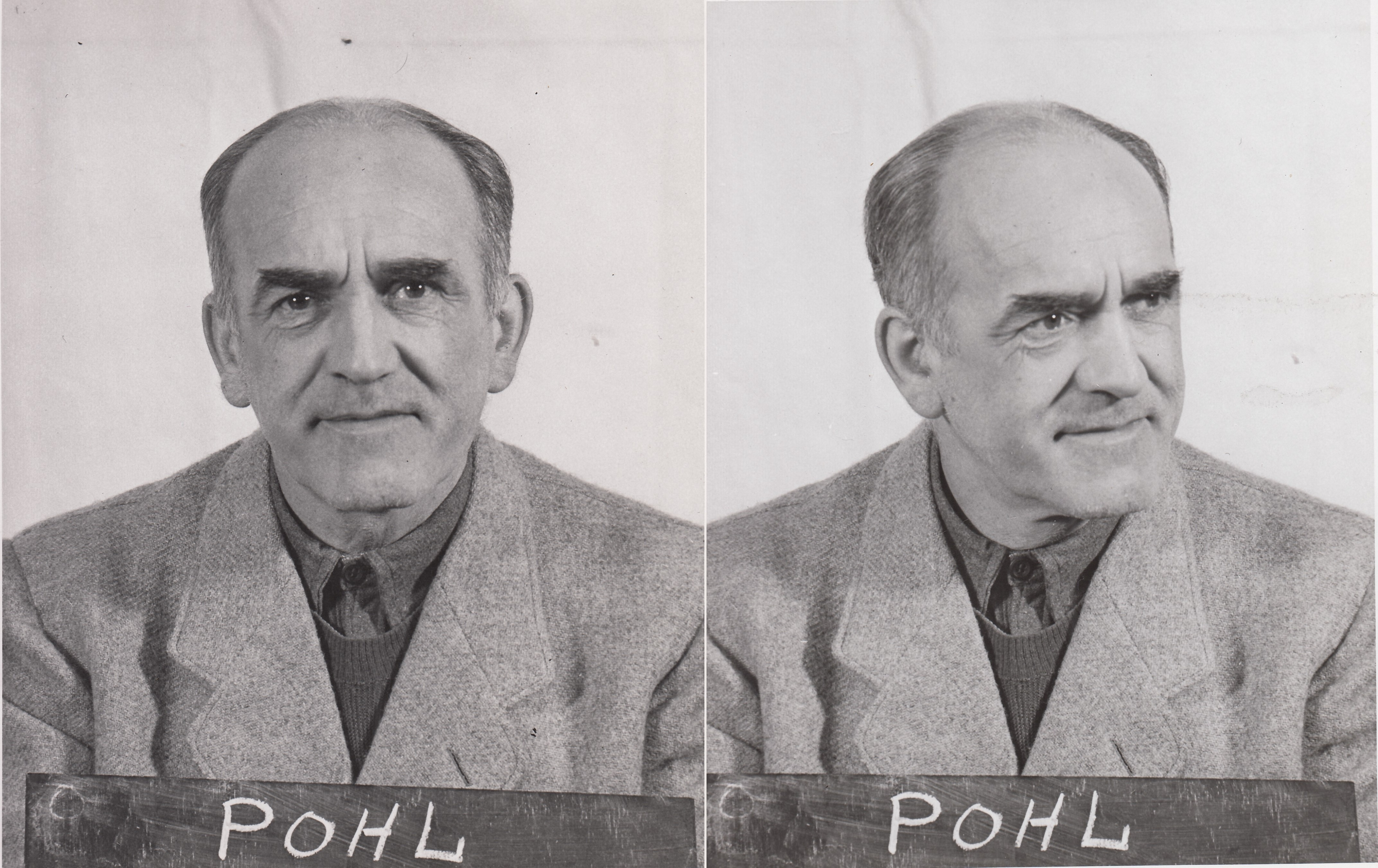
Oswald Pohl während des Nürnberger Prozesses (1947)

Oswald Ludwig Pohl (* 30. Juni 1892 in Duisburg; † 7. Juni 1951 in Landsberg) war ein deutscher SS-Obergruppenführer und General der Waffen-SS. Pohl war als Leiter des SS-Wirtschafts-Verwaltungshauptamtes (WVHA) maßgeblich an der Durchführung des Holocaust beteiligt. Als Kriegsverbrecher wurde Pohl während des Nürnberger Prozesses gegen das Wirtschafts-Verwaltungshauptamt der SS zum Tode verurteilt und 1951 hingerichtet.

## Herkunft und Karriere
Oswald Pohl wurde als Sohn des Werkzeugmeisters Hermann Otto Emil Pohl und dessen Frau Auguste Seifert in Duisburg geboren. Er besuchte das Gymnasium und legte das Abitur 1912 ab. Ab Anfang April 1912 schlug Pohl eine Verwaltungslaufbahn bei der Kaiserlichen Marine ein.
Während seiner Teilnahme am Ersten Weltkrieg wurde er 1914 mit dem Eisernen Kreuz II. Klasse ausgezeichnet. Nach Kriegsende schloss sich Pohl kurzzeitig einem Freikorps an. Er verblieb bei der Marine und gehörte auch der neu gegründeten Reichsmarine an. Ende Januar 1934 schied er aus dem Marinedienst als Marine-Stabszahlmeister und im Rang eines Oberleutnants zur See aus.
Pohl schloss sich bereits 1922 und nach dem zwischenzeitlichen Parteienverbot zum 22. Februar 1926 erneut der NSDAP an (Mitgliedsnummer 30.842). Der SA war er bereits 1925 beigetreten. Von 1925 bis 1927 war er NSDAP-Ortsgruppenleiter und zeitweise auch als SA-Führer in Swinemünde tätig. Anschließend betätigte er sich beim Aufbau und der Führung von Kieler SA-Marine-Abteilungen. Zudem bekleidete er in Kiel Leitungspositionen bei der Hitlerjugend (HJ) und war dort ab 1933 Stadtverordneter.
Durch sein organisatorisches Talent fiel Pohl dem Reichsführer SS Heinrich Himmler auf, der nun versuchte, ihn von der SA abzuwerben. Am 9. September 1933 wurde er zum SS-Oberführer ernannt. Anfang Februar 1934 wechselte Pohl schließlich von der SA zur SS (SS-Nummer 147.614), wurde im Stab RFSS eingesetzt und stieg dort schnell zum Verwaltungschef des SS-Hauptamtes auf. Am 1. Juni 1935 folgte die Ernennung zum SS-Brigadeführer. Schon seit 1936 bemühte sich Pohl, aus der Zwangsarbeit von Häftlingen wirtschaftlichen Nutzen für die SS zu ziehen. 1936 wurde er Mitglied im Reichsausschuss zum Schutze des deutschen Blutes. 1938 wurde er Leiter der SS-Betriebe und Vorsitzender des Verwaltungsrates des Deutschen Roten Kreuzes. Ende Januar 1937 wurde Pohl weiter zum SS-Gruppenführer befördert. Im April 1939 wurde Pohls Dienststelle Der Verwaltungschef der SS in das SS-Hauptamt Verwaltung und Wirtschaft umgewandelt. Zusätzlich wurde Pohl zum Leiter des Hauptamts Haushalt und Bauten im Reichsinnenministerium im Range eines Ministerialdirektors ernannt und übernahm dort in Personalunion das Amt II (Bauten). Pohl war ab Ende der 1930er Jahre Mitglied des Freundeskreises Reichsführer SS und wurde durch Himmler mit der Verwaltungsleitung des Lebensborn e. V. beauftragt.

## Zweiter Weltkrieg
Im April 1942 wurde Pohl zum SS-Obergruppenführer und General der Waffen-SS ernannt. Zudem übernahm er ab Februar 1942 die Leitung des neugeschaffenen SS-Wirtschafts-Verwaltungshauptamtes und leitete dort zugleich die Amtsgruppe W (Wirtschaftliche Unternehmen). Diese Funktionen übte Pohl bis zum Kriegsende aus. Er führte in dieser Position ab Juli 1943 die Dienstbezeichnung „Verwaltungschef der Reichsführung SS“.
Durch dieses Amt erlangte Pohl eine Schlüsselstellung in der „Endlösung der Judenfrage“, da ihm nun auch die „Inspektion der Konzentrationslager“, also die Konzentrationslager (KZ) als solche unterstellt wurden. Im Sommer 1942 ersetzte Pohl fast ein Drittel aller KZ-Kommandanten. Er beabsichtigte, die KZ-Häftlinge verstärkt in der Rüstungsproduktion im Sinne von „Vernichtung durch Arbeit“ zu nutzen. In einem Befehl vom 30. April 1942 ordnete er an:

„Der Lagerkommandant allein ist verantwortlich für den Einsatz der Arbeitskräfte. Dieser Arbeitseinsatz muß im wahren Sinne des Wortes erschöpfend sein, um ein Höchstmaß an Leistung zu erzielen. […] Die Arbeitszeit ist an keine Grenzen gebunden. […] Zeitraubende Anmärsche und Mittagspausen nur zu Essenszwecken sind verboten.“

Diese Anordnung führte zu einer starken Expansion von Nebenlagern, verschlechterte die Lebensbedingungen der Häftlinge und erhöhte ihre Sterberate. Die Produktivität wurde nur wenig gesteigert und mit dem Leben vieler der zur Zwangsarbeit gezwungenen KZ-Häftlinge teuer erkauft, im Sinne des Prinzips der Vernichtung durch Arbeit. 1943 gründete Pohl die Ostindustrie GmbH als Instrument zum Raub jüdischer Vermögenswerte und zur weiteren Ausbeutung der Häftlinge. Von Juli 1942 bis zum März 1943 war er Mitglied des nationalsozialistischen Reichstages. Pohl, der für Reinhard Heydrich in den Reichstag nachgerückt war, musste sein Reichstagsmandat aufgeben. Hintergrund waren seine leitenden wirtschaftlichen Tätigkeiten, die nicht mit einem Reichstagsmandat vereinbar waren.
Pohl griff ebenfalls ein, als die große Vernichtungsaktion ins Stocken geriet, bei der rund 350.000 von 458.000 ungarischen Juden sofort nach ihrer Ankunft im KZ Auschwitz-Birkenau durch Giftgas ermordet wurden. Die ersten Transportzüge erreichten Auschwitz am 15. April 1944. Im Mai 1944 wurden die drei Kommandanten des KZ Auschwitz I, des KZ Auschwitz III Monowitz und des Vernichtungslagers Auschwitz-Birkenau ihrer Ämter enthoben und durch andere ersetzt. Pohl, der ein halbes Jahr zuvor Rudolf Höß als Chef des Amtes D1 in die Zentrale seiner Behörde geholt hatte, schickte diesen vom Mai 1944 bis Juli 1944 als Standortältesten in das KZ Auschwitz, um die reibungslose Durchführung der Vernichtungsaktion zu organisieren.
Neben dem todbringenden Arbeitseinsatz von KZ-Häftlingen war Pohl als „Herr über Hunderttausende von KZ-Häftlingen“ hauptverantwortlich für „die radikale Ausnutzung und Verwertung der Häftlinge von der Einbehaltung ihrer Wertsachen bis zum Wegnehmen ihrer Goldplomben und Haare“. Die im Zuge der Deportationen und Massenmorde geraubten Güter umfassten beispielsweise Kleidung, Schmuck sowie andere Vermögenswerte wie Devisen oder Gold. Erhalten ist ein Schreiben an Heinrich Himmler mit einer Bestandsliste von über 100.000 Uhren sowie tausenden von Füllfederhaltern und dergleichen, die zur Tarnung als „jüdisches Hehlergut“ ausgewiesen wurden.
Pohl war Träger des Goldenen Parteiabzeichens der NSDAP. Zudem erhielt er das Deutsche Kreuz in Silber und am 10. Oktober 1944 das Ritterkreuz des Kriegsverdienstkreuzes mit Schwertern.
Nachdem er sich von seiner ersten Frau im März 1940 hatte scheiden lassen, heiratete er am 12. Dezember 1942 Eleonore von Brüning (geb. Holtz). Sie war die Witwe von Ernst Rüdiger von Brüning, Sohn von Adolf von Brüning, eines Mitbegründers der Farbwerke Hoechst (ab 1925 Teil der I.G. Farben). Pohl wurde Stiefvater von Eleonores Töchtern. Später kam eine eigene, geistig behinderte Tochter hinzu.

## Gefangennahme

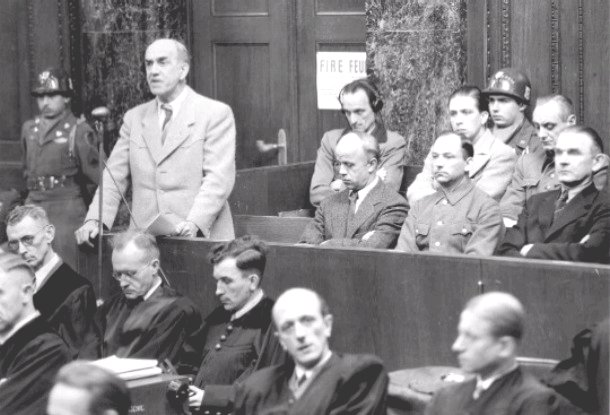
Schlusswort des Angeklagten Oswald Pohl am 22. September 1947 beim Prozess. Auf der Anklagebank sind hier abgebildet (von links nach rechts), vordere Reihe: August Frank, Heinz Fanslau, Hans Lörner; hintere Reihe: Franz Eirenschmalz, Karl Sommer, Hermann Pook.

Oswald Pohl flüchtete in den letzten Kriegstagen zunächst über die Rattenlinie Nord nach Flensburg. Am 27. Mai 1946 wurde er in Armsen bei Verden (Aller) aufgespürt, wo er sich als Gärtner getarnt hatte, und zum War Crime Head Quarter in Bad Nenndorf transportiert. Pohl klagte in einem ausführlichen Privatbrief vom 1. Juni 1948, er habe dort ständig Handfesseln tragen müssen, er sei von Posten getreten und verprügelt worden und habe dabei zwei Zähne eingebüßt. Der Verhörer habe sich darüber empört gezeigt und weitere Misshandlungen unterbunden. Kurz darauf sei er nach Nürnberg transportiert worden und habe dort bis Dezember mehr als 50 Verhöre über sich ergehen lassen müssen; körperlichen Misshandlungen sei er dort nicht ausgesetzt gewesen. Weiter beklagte Pohl sich im genannten Schreiben, es sei ihm bei der abschließenden Zusammenstellung seiner Aussagen zu einem Affidavit verwehrt geblieben, einige seiner früher gemachten eigenen Aussagen zu korrigieren. Diese seine eigene Darstellung relativiert später verbreitete Gerüchte über extreme Folterungen und erzwungene Geständnisse.

## Prozess
Im Prozess gegen das Wirtschafts-Verwaltungshauptamt der SS, der als Fall IV der Nürnberger Nachfolgeprozesse vom 13. Januar bis 3. November 1947 durchgeführt wurde, stand Oswald Pohl als Hauptbeschuldigter im Mittelpunkt. Ihm und den 17 Mitangeklagten wurden die Mitgliedschaft in einer kriminellen Vereinigung, Verbrechen gegen die Menschlichkeit und Verschwörung zur Begehung von Kriegsverbrechen vorgeworfen. Pohl wurde zum Tode verurteilt. Gegen drei weitere Angeklagte wurde ebenfalls die Todesstrafe verhängt (Georg Lörner, Franz Eirenschmalz, Karl Sommer), doch wurden diese später begnadigt.
Pohl warf der Anklagebehörde vor, von jüdischen Vertretern dominiert und von Rachsucht und blindem Hass erfüllt gewesen zu sein. Pohl bestritt nicht seine Mitwisserschaft am Holocaust. Auf seine eigene Initiative hin sei jedoch kein einziger Jude deportiert oder vernichtet worden. Er sei nur stellvertretend verurteilt worden, weil andere sich durch Selbstmord dem Verfahren entzogen oder sich – als Kronzeuge ihn belastend – durch Verrat freigekauft hätten. Er habe 33 Jahre lang seinem Vaterland makellos gedient und sei sich keines Verbrechens bewusst. Der Verteidigungsstrategie, Pohl als unschuldigen Verwaltungsfachmann und überlasteten Behördenleiter darzustellen, der im Bewusstsein, seine Pflichten erfüllen zu müssen, gehandelt habe, folgte das Gericht nicht, sondern verurteilte ihn als überzeugten Weltanschauungstäter und einen der Hauptverantwortlichen für die mörderischen Zustände in den Konzentrationslagern.

## Reaktion der Öffentlichkeit
Diese einseitige Sichtweise Pohls wurde von vielen Zeitgenossen übernommen: Das Urteil wurde wie andere Urteile in NS-Prozessen vielfach als „Siegerjustiz“ gewertet und sogar als „Schandurteil“ bezeichnet.
Pohl gewann in seiner selbstgewählten Rolle als „Märtyrer“ weitere Unterstützer. Die Forderungen nach einem Schlussstrich rissen nicht ab; nach einem Ausspruch von Robert Kempner lag Deutschland damals im „Gnadenfieber“. Am 9. Januar 1951 begab sich eine Abordnung des Deutschen Bundestages zu dem amerikanischen Hohen Kommissar John Jay McCloy: Bundestagspräsident Hermann Ehlers (CDU), Peter Altmeier (CDU, Ministerpräsident von Rheinland-Pfalz), Carlo Schmid (SPD) sowie Walter Strauß (CDU, Staatssekretär im Bundesministerium der Justiz). Ihre Bitte um Amnestie blieb erfolglos.
Aus der Mitteilung von John Jay McCloy an die Presse am 31. Januar 1951:

„Es wurde festgestellt, dass Oswald Pohl persönlich für die Verwaltung der Lager die Verantwortung trug. Die Vernichtung der Juden im Lager Auschwitz, die Zerstörung des Warschauer Ghettos sowie die Ausplünderung der Juden im Osten im Rahmen der bekannten ‚Aktion Reinhardt‘ sind einige der Verbrechen, deren sich diese Organisation schuldig gemacht hat. Dem Urteil zufolge stand Pohl nicht nur an der Spitze dieses Verwaltungsapparats, sondern er leitete und überwachte persönlich die Zerstörung des Warschauer Ghettos, und er selbst wählte Gefangene für ärztliche Experimente aus. Begreiflicherweise konnte ich in diesem Falle keine Berechtigung für einen Gnadenerweis finden. Auch der Beratende Ausschuss hat keine Abwandlung des Urteils empfohlen.“

## Konversion und Tod
Pohl konvertierte unter Betreuung des Landsberger Anstaltsgeistlichen Karl Morgenschweis am 12. Februar 1950 zur katholischen Kirche zurück. Morgenschweis organisierte auch die Publikation von Pohls Bekenntnisschrift Credo – Mein Weg zu Gott, in dem dieser seine angebliche Läuterung und Hinwendung zum Glauben beschrieb. Er bezeichnet darin den Nationalsozialismus als „politische Ideologie“ mit „verheerenden Auswirkungen auf den Einzelnen und die Gesellschaft“ (S. 42), er räumt ein, dass er als SS-General „schuldig“ geworden sei und bekenne sich „aufrichtig zu aller Schuld und zu allen Sünden“ (S. 68). Der Zusammenbruch seiner politisch-weltanschaulichen Lebensideale habe in seinem Inneren ein Vakuum verursacht, das ihn schließlich zum Glauben an Jesus Christus gebracht und in die katholische Kirche hineingeführt habe. Vor seiner Hinrichtung erbat Pohl von Papst Pius XII. den „Apostolischen Segen“, den ihm dieser spendete, ohne damit eine politische Wertung des Falles zu verbinden.
Oswald Pohl wurde am 7. Juni 1951 hingerichtet.

## Grabstätte
Die Anstaltsleitung der JVA Landsberg ließ im Jahre 2001 die Grabkreuze auf dem Spöttinger Friedhof, auf dem unter anderen Pohl bestattet ist, überholen, mit Kupferdächern versehen und sorgte für einen einheitlichen Blumenschmuck.
Durch die Veröffentlichung der Bürgervereinigung Landsberg im 20. Jahrhundert und des Heimatforschers Anton Posset zu den Kriegsverbrechern im Themenheft 1 Von Hitlers Festungshaft zum Kriegsverbrecher-Gefängnis N° 1: Die Landsberger Haftanstalt im Spiegel der Geschichte rückte auch der Friedhof, auf dem u. a. die im Gefängnis gehängten Kriegsverbrecher sowie jüdische Opfer des NS-Regimes begraben wurden, wieder ins Gedächtnis. Über viele Jahre hinweg wurde vor allem das Grab von Oswald Pohl auch als Pilgerstätte von Rechtsextremen genutzt. Blumen- und Kranzniederlegungen fanden immer am 20. April, dem „Führergeburtstag“, statt. 
Die Bürgervereinigung kritisierte in zahlreichen Zeitungsartikeln und Leserbriefen die Grabpflege und forderte die Auflösung der Grabstätte. Der Freistaat Bayern ließ 2003 den Friedhof entwidmen und die Namensschilder unter starken Protesten von den Gräbern entfernen.

## Deutungen
Der Prozess gegen Pohl und das SS-Wirtschafts- und Verwaltungshauptamt verfehlte seine beabsichtigte Wirkung zumindest teilweise. Der Prozess führte weder bei den Angeklagten selbst noch bei weiten Teilen der Öffentlichkeit zu der Einsicht, dass Handlanger und Schreibtischtäter vergleichbare Schuld auf sich geladen hatten wie etwa die Mörder vor Ort in Auschwitz. Immerhin wurde die Mitwirkung von Verwaltungsspitzen, ohne deren Dienste ein Terrorregime nicht handlungsfähig wäre, durch die Nürnberger Nachfolgeprozesse erstmals strafrechtlich geahndet und damit ein warnendes Zeichen für die Zukunft gesetzt.

## Film
- Blutiger Boden, reiche Gewinne. Die Wirtschaftsmacht der SS, Dokumentarfilm, 52 min, ORF/3sat/Hengster Filmproduktion 2023, Buch und Regie: Andreas Kurz.